# Josef Isidor Brunhart
Josef Isidor Brunhart (* 31. März 1840 in Balzers; † 23. Januar 1920 ebenda) war ein liechtensteinischer Politiker.

## Biografie
Josef Isidor Brunhart war der Sohn von Alois Brunhart und dessen Frau Magdalena (geborene Vogt). Er war Bürger der Gemeinde Balzers und arbeitete als Landwirt. Von 1876 bis 1879 sowie von 1900 bis 1903 war er Gemeindekassier von Balzers. In den Jahren 1882 bis 1885, 1888 bis 1891 und 1894 bis 1897 bekleidete er das Amt des Gemeindevorstehers. Des Weiteren war er von 1882 bis 1886 stellvertretender Landtagsabgeordneter und von 1890 bis 1894 Landtagsabgeordneter im Landtag des Fürstentums Liechtenstein.
1868 heiratete er Anna Maria Burgmeier. Aus der Ehe gingen fünf Kinder hervor.